# 艾尔德贝涅
艾尔德贝涅，是匈牙利包尔绍德-奥包乌伊-曾普伦州所辖的一个村。总面积45.79平方公里，总人口1058，人口密度23.1人/平方公里（2011年1月1日）。